# تنیس در المپیک تابستانی ۲۰۱۶
تنیس یکی از ورزش‌های بازی‌های المپیک تابستانی ۲۰۱۶ است که از ۶ تا ۱۴ اوت ۲۰۱۶ برگزار شده است.
این مسابقات در ۳ بخش مردان (انفرادی و دو نفره)، زنان (انفرادی و دو نفره) و مختلط (دو نفره) در مرکز تنیس المپیک ریو دو ژانیرو انجام شده.

## جدول مدال‌ها
| رتبه | کشور                | طلا | نقره | برنز | مجموع |
| ۱    | ایالات متحده آمریکا | ۱   | ۱    | ۱    | ۳     |
| ۲    | پورتوریکو           | ۱   | ۰    | ۰    | ۱     |
| ۲    | اسپانیا             | ۱   | ۰    | ۰    | ۱     |
| ۲    | روسیه               | ۱   | ۰    | ۰    | ۱     |
| ۲    | بریتانیای کبیر      | ۱   | ۰    | ۰    | ۱     |
| ۶    | آلمان               | ۰   | ۱    | ۰    | ۱     |
| ۶    | رومانی              | ۰   | ۱    | ۰    | ۱     |
| ۶    | سوئیس               | ۰   | ۱    | ۰    | ۱     |
| ۶    | آرژانتین            | ۰   | ۱    | ۰    | ۱     |
| ۱۰   | جمهوری چک           | ۰   | ۰    | ۳    | ۳     |
| ۱۱   | ژاپن                | ۰   | ۰    | ۱    | ۱     |
|      | مجموع               | ۵   | ۵    | ۵    | ۱۵    |

## مدال‌آوران
| انفردی        | طلا                                               | نقره                                            | برنز                                                    |  |  |  |
| انفرادی مردان | اندی ماری · بریتانیای کبیر                        | خوآن مارتین دل پوترو · آرژانتین                 | کی نیشیکوری · ژاپن                                      |  |  |  |
| دونفره مردان  | مارک لوپز · و رافائل نادال · اسپانیا              | فلورین مرگی · و هوریا تکوا · رومانی             | استیو جانسون · و جک ساک · ایالات متحده آمریکا           |  |  |  |
|               |                                                   |                                                 |                                                         |  |  |  |
| انفرادی زنان  | مونیکا پوییگ · پورتوریکو                          | آنجلیک کربر · آلمان                             | پترا کویتووا · جمهوری چک                                |  |  |  |
| دونفره زنان   | اکاترینا ماکارووا · و النا وسنینا · روسیه         | تیمئا باچینسکی · و مارتینا هینگیس · سوئیس       | لوسی سافارووا · و باربورا زالاووا-استریسووا · جمهوری چک |  |  |  |
|               |                                                   |                                                 |                                                         |  |  |  |
| دونفره مختلط  | بتانی ماتک-ساندز · و جک ساک · ایالات متحده آمریکا | ونوس ویلیامز · و رجیو رام · ایالات متحده آمریکا | لوسی هرادسکا · و رادک اشتپانک · جمهوری چک               |  |  |  |